# اولنا بیلوسیوسکا
اولنا بیلوسیوسکا (اوکراینی: Олена Білоусівська؛ زادهٔ ۷ نوامبر ۱۹۸۰) اسکیت‌باز نمایشی اهل اوکراین است. او همچنین از اسکیت‌بازان نمایشی در بازی‌های المپیک زمستانی ۱۹۹۴ بوده‌است.